# Glycera hasidatensis
Glycera hasidatensis är en ringmaskart som beskrevs av Izuka 1912. Glycera hasidatensis ingår i släktet Glycera och familjen Glyceridae. Inga underarter finns listade i Catalogue of Life.